# Тарын-Юрях (приток Лены)
Тарын-Юрях (якут. Тарыҥ үрэх — река в Восточной Сибири, приток реки Лена. Протяжённость реки составляет 105 км. Площадь водосборного бассейна — 2590 км².
Начинается в озере Тарын на высоте 120 метров над уровнем моря под именем Тарын-Сяне. Течёт в общем юго-восточном направлении через лиственничную тайгу. Впадает в Лену слева на расстоянии 834 км от её устья на высоте 35 метров над уровнем моря.
По данным государственного водного реестра России относится к Ленскому бассейновому округу. Код водного объекта — 18030900112117500004858.
Основные притоки — Арбай-Сяне, Ала-Суордах-Юряге, Талын (все — правые).